# 梅林公園
梅林公園（ばいりんこうえん）は、岐阜県岐阜市にある都市公園。

## 概要
1,000本、約50種類の梅の木が植えられている。

### 早・中咲種
- 寒紅梅（かんこうばい）[3]
- 八重寒紅（やえかんこう）[3]
- 寒衣（かんごろも）[3]
- 早咲鶯宿（はやざきおうしゅく）[3]

- 紅冬至（こうとうじ）[3]
- 一重寒紅（ひとえかんこう）[3]
- 紅鶯宿（べにおうしゅく）[3]
- 八重茶青（やえちゃせい）[3]

### 中咲種
- 記念（きねん）[4]
- 矮性冬至（ちゃぼとうじ）[4]
- 幾夜寝覚（いくよねざめ）[4]
- 鹿児島紅（かごしまこう）[4]

- 塒出の鷹（とやでのたか）[4]
- 小梅（こうめ）[4]
- 茶青梅（ちゃせいばい）[4]
- 道知辺（みちしるべ）[4]

- 青龍枝垂（せいりゅうしだれ）[5]
- 白牡丹（はくぼたん）[5]
- 難波紅（なにはこう）[5]
- 緋梅（ひばい）[5]

- 姫千鳥（ひめちどり）[5]
- 月の桂（つきのかつら）[5]
- 輪違い（りんちがい）[5]
- 白加賀（しろかが）[5]

### 中・遅咲種
- 豊後鶯宿（ぶんごおうしゅく）[6]
- 内裏（だいり）[6]
- 黒田（くろだ）[6]
- 桜鏡（さくらかがみ）[6]

- 乙女の袖（おのめのそで）[6]
- 御所紅（ごしょべに）[6]
- 蝶の羽重（ちょうのはがさね）[6]
- 楊貴妃（みちしるべ）[6]

### ギャラリー

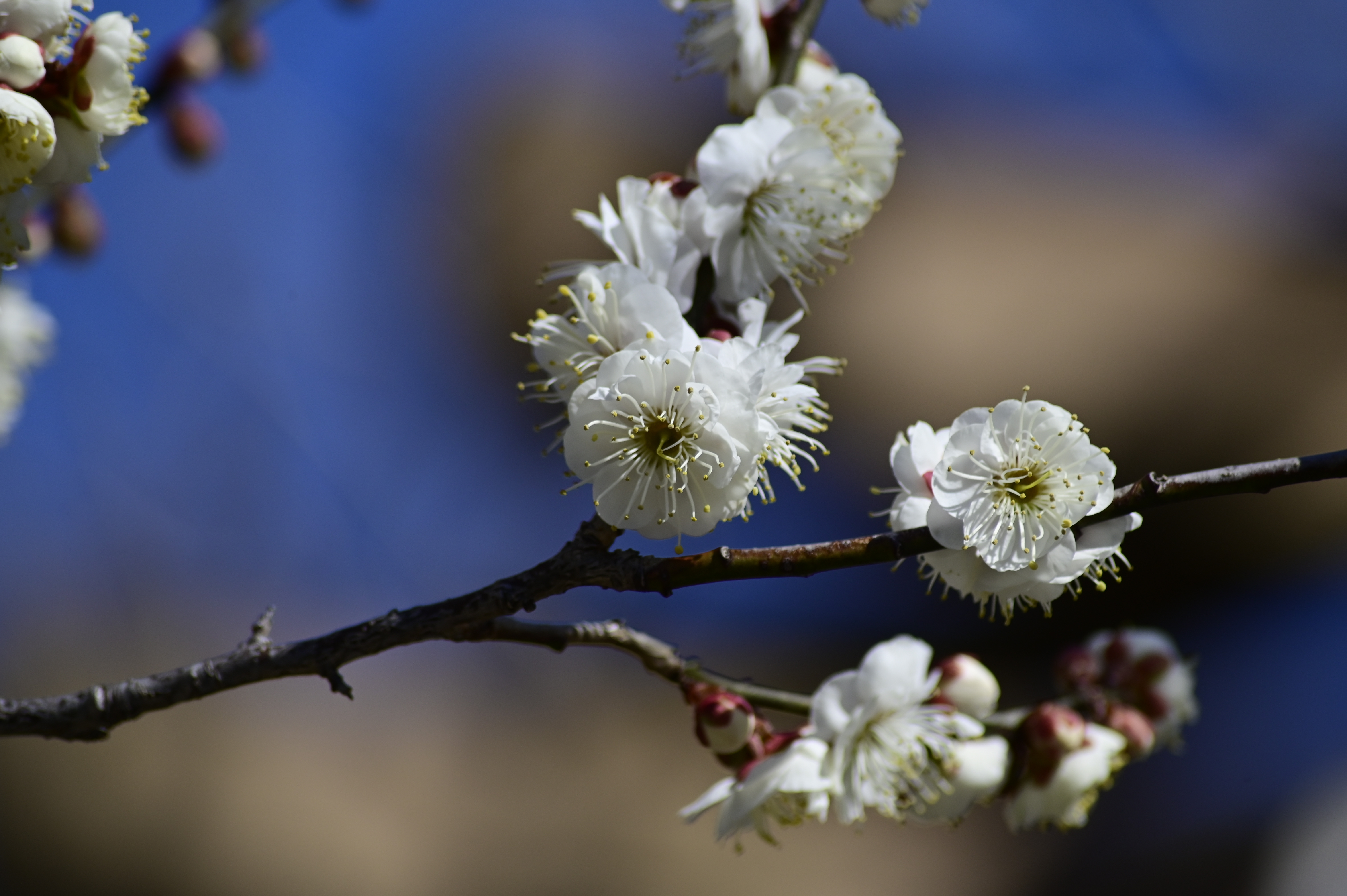
寒衣
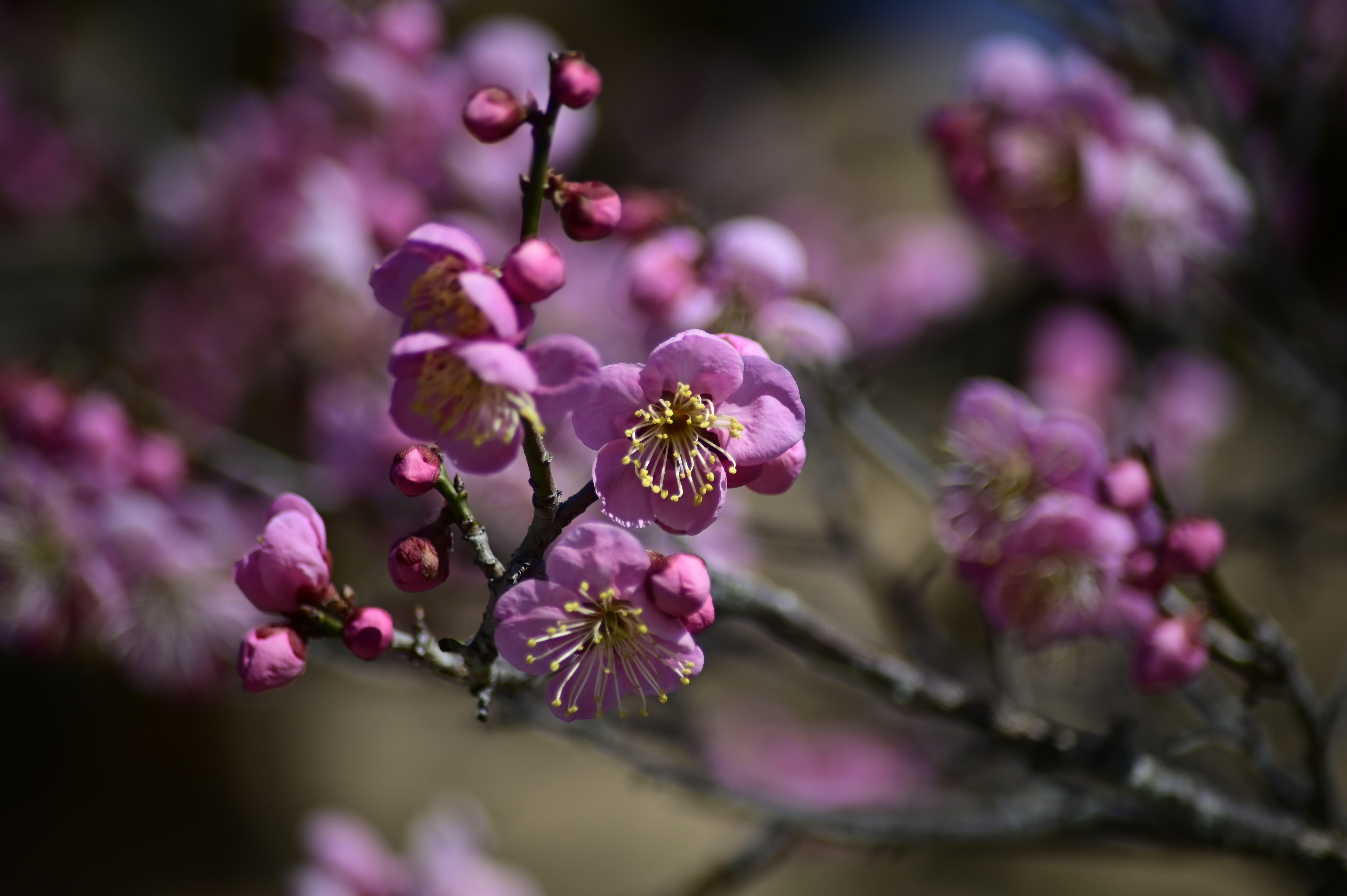
烈公梅
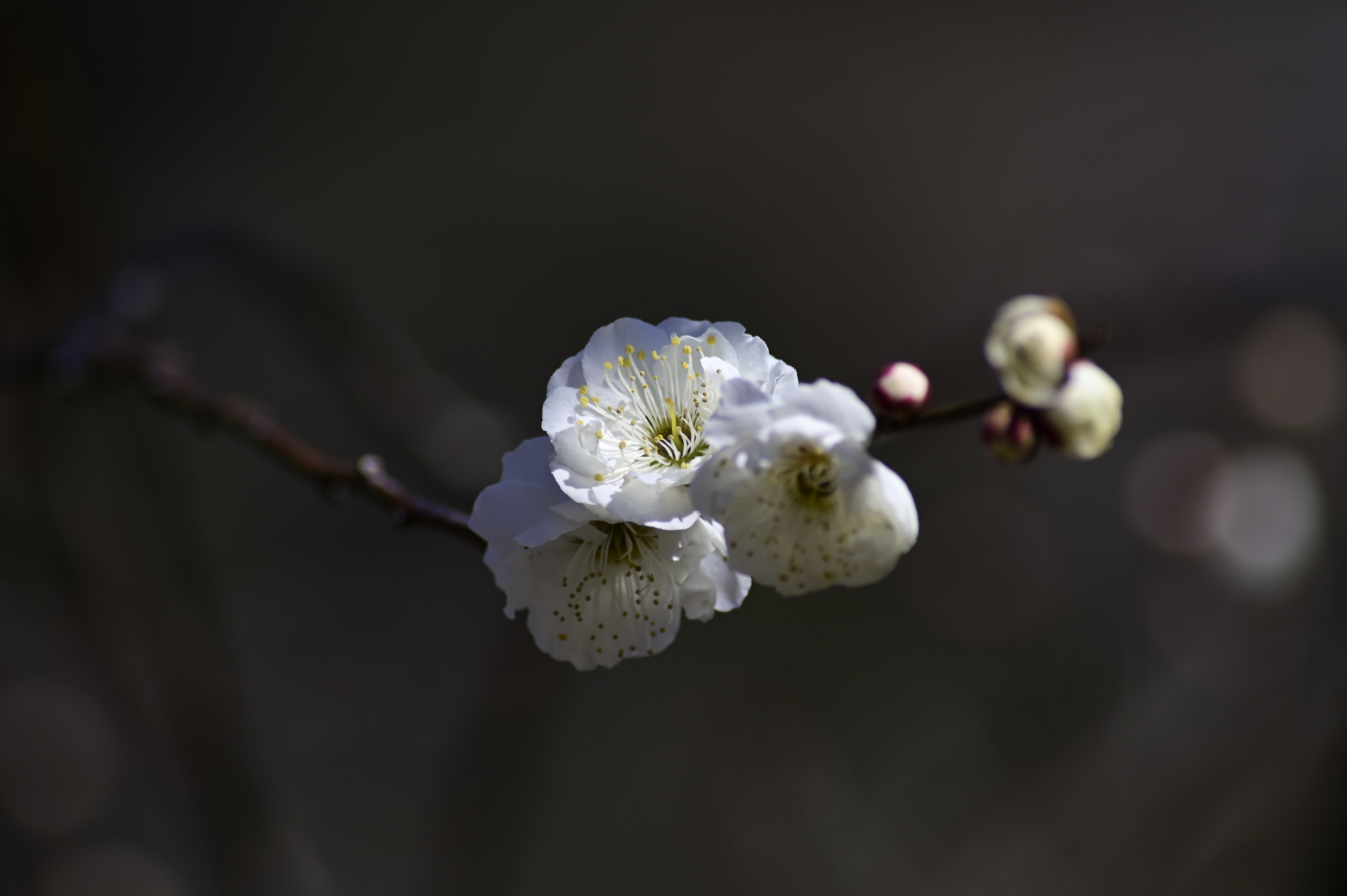
白牡丹
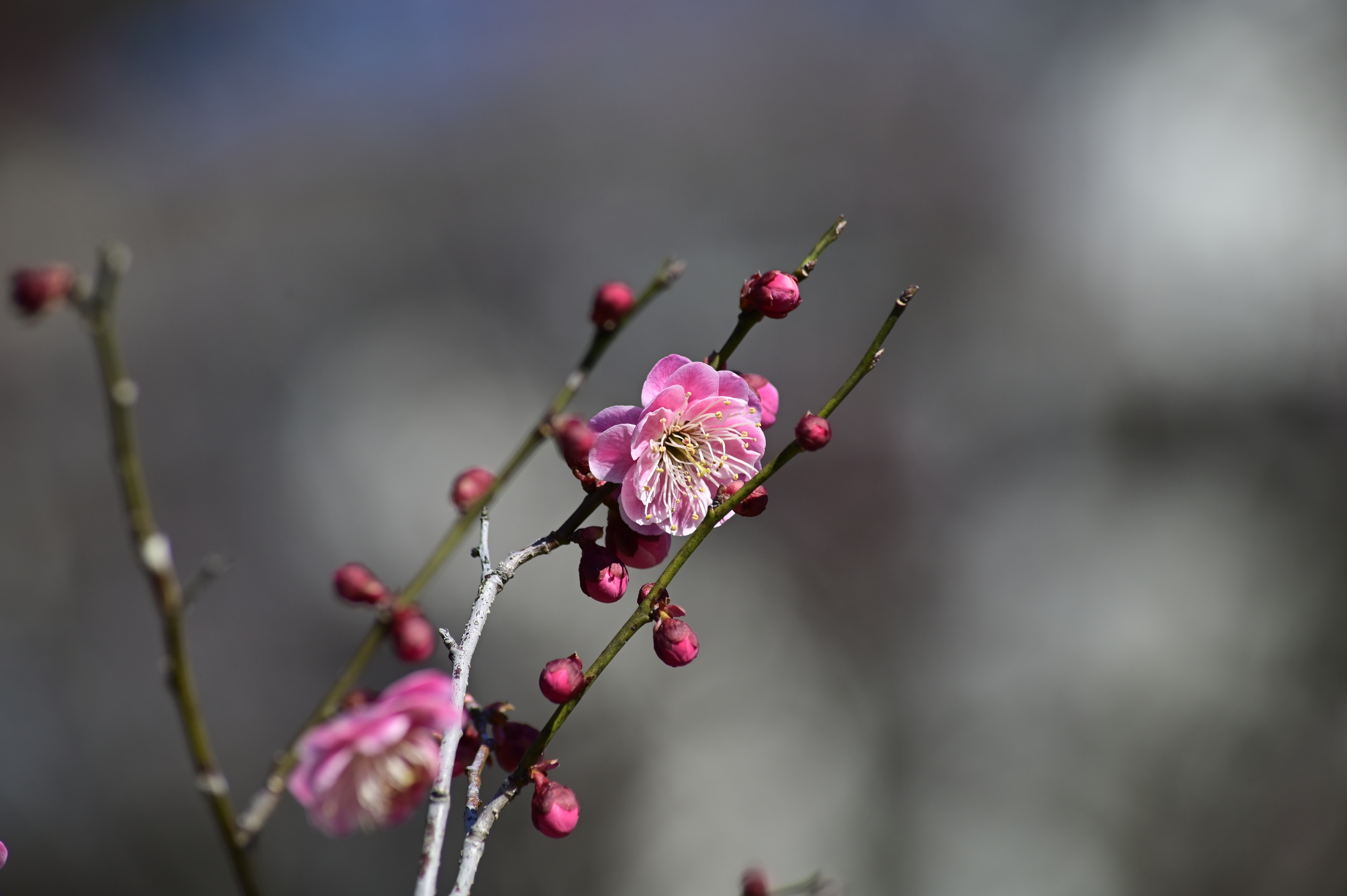
八重唐梅
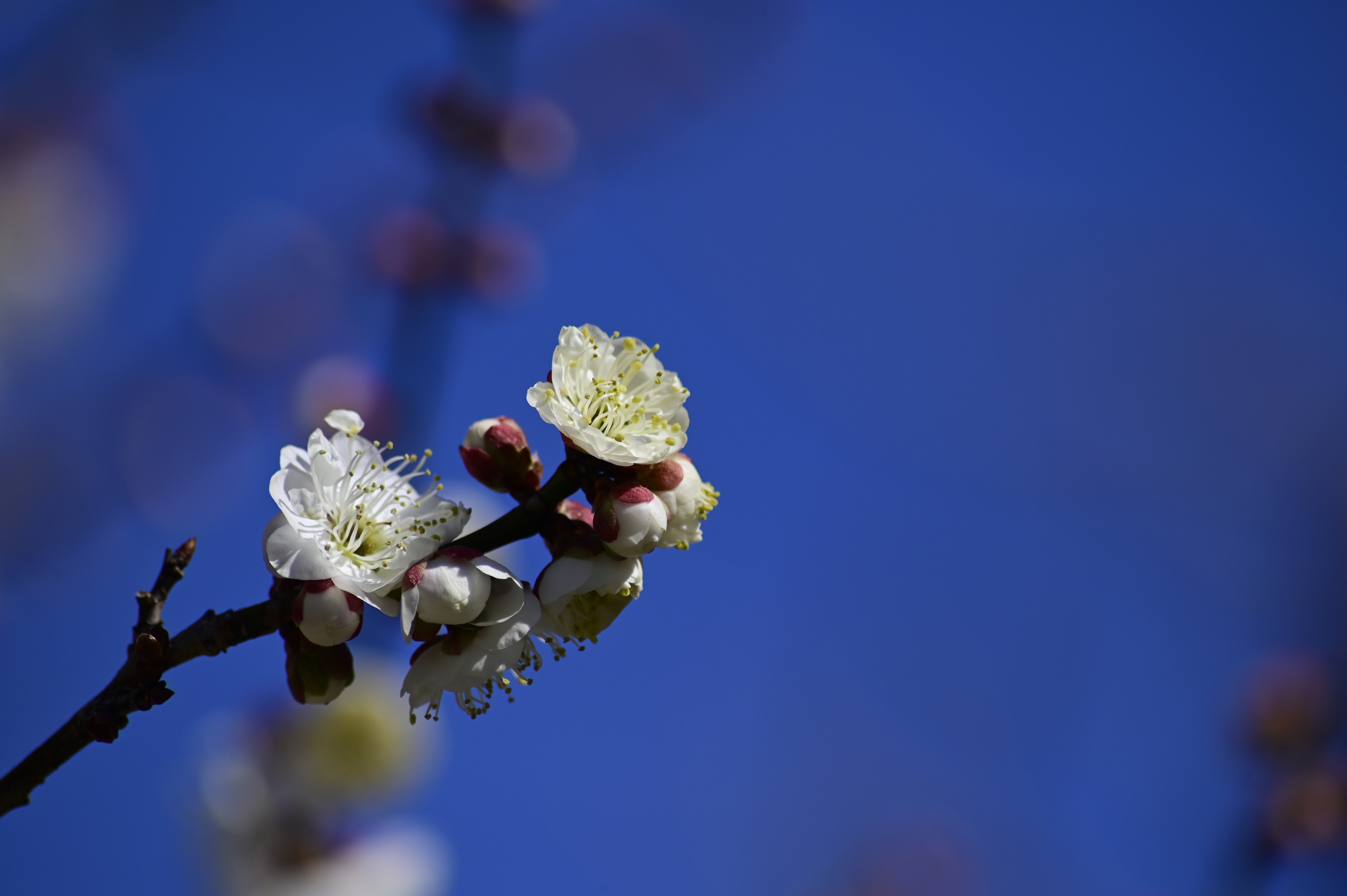
月の桂

## 歴史
- 1872年（明治5年） - 篠田祐助が私有地を公園として整備[7]。
- 1881年（明治14年） - 篠ヶ谷園として一般に開放される[7]。
- 1948年（昭和23年） - 篠田祐助が同地を岐阜市に委譲し、正式に「梅林公園」となる[7]。

## 見所

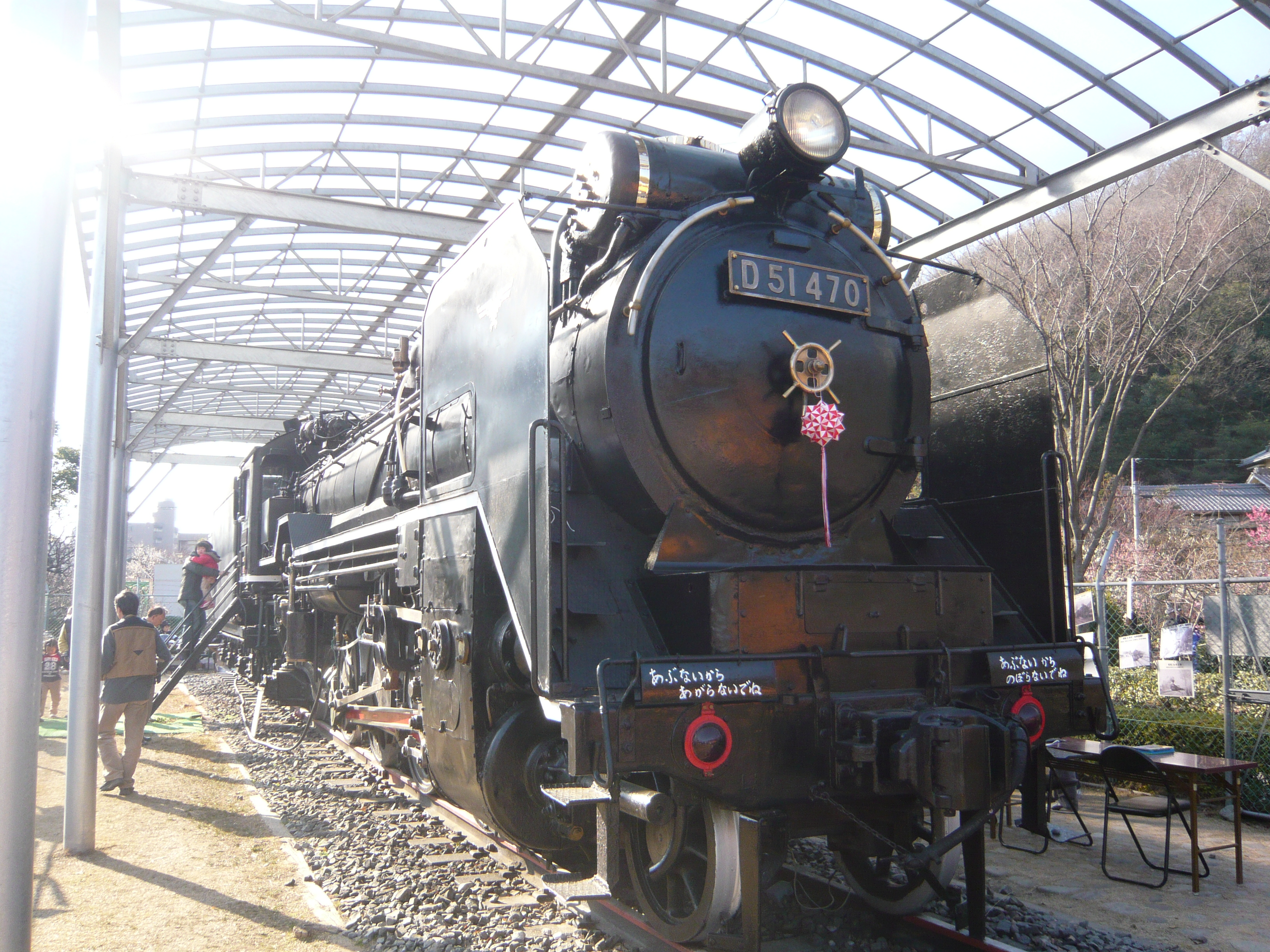
展示してあるD51蒸気機関車

1月の中旬から早咲きの梅が開花しはじめ、2月から3月にかけて梅が咲いてゆく。一番の見ごろは3月の上旬となる。4月上旬まで様々な梅の花が咲く。
公園内にはD51蒸気機関車（D51 470）の実車が1974年（昭和49年）5月に児童の教材および市民の観賞用に設置された。この車両は東海道線および常磐線、上越線、信越線等で運用され、走行距離は約170万kmにおよぶ。この距離は地球と月とを2.2往復した距離に等しい。かつてのSLの勇姿をとどめ後世の人々に伝えるために寄贈された。
例年3月の第1土曜、日曜日に公園一帯でぎふ梅まつりが開催される。
2月初めから3月初めの梅の花が咲く頃に、ライトアップが行われる（17:00 - 20:30）。

## 施設概要
- 住所：岐阜県岐阜市梅林南町
- 駐車場：なし（岐阜市内の有料駐車場を利用）

## アクセス
- 名鉄各務原線 田神駅から徒歩で約10分。
- 岐阜バス「梅林公園前」バス停下車、徒歩で約1分。

※ 北側は金華山に面している。
※ 2005年（平成17年）3月までは至近に、名鉄美濃町線の梅林駅があった。